# 南湖小檗
南湖小檗（学名：Berberis hayatana）为小檗科小檗属的植物，是台灣的特有植物。分布在台灣本島，常生长在山坡，目前尚未由人工引种栽培。